# 克里斯托弗·奥尔
克里斯托弗·奥尔（英語：Christopher Orr，？—），新西兰男子高山滑雪运动员。他曾代表新西兰参加1984年冬季残疾人奥林匹克运动会高山滑雪比赛，获得男子滑降B1级银牌。